# Pugh & Bofinger
Pugh & Bofinger war ein US-amerikanischer Hersteller von Automobilen.

## Unternehmensgeschichte
Diese mechanische Werkstätte befand sich in Davenport in Iowa. Genannt werden die Personen William J. Pugh und Herr Bofinger. Anfang 1901 gab Pugh an, ein Automobil hergestellt zu haben. Für diese Erfindung sollen ihm 500.000 US-Dollar geboten worden sein, was er ablehnte. Sein Plan war, seine Patente nur nach Europa zu verkaufen, und für den US-Markt selber produzieren zu wollen. Im gleichen Jahr kaufte Pugh in Chicago Maschinen zur Produktion. Die Quad-City Times berichtete am 3. Dezember 1901 darüber. Im gleichen Monat wurde bekannt, dass im ersten Jahr nur kleine Mengen hergestellt werden sollen, bis das Geld für eine größere Fabrik ausreicht. Der Markenname lautete Pugh.
Nach 1901 verliert sich die Spur des Unternehmens. Insgesamt entstanden drei Fahrzeuge.

## Fahrzeuge
Die Wagen hatten einen Ottomotor.